# Pruebas de integración del sistema
Las pruebas de integración de sistemas (PIS) implican la prueba general de un sistema completo de muchos componentes o elementos del subsistema. El sistema bajo prueba puede estar compuesto de hardware o software, o hardware con software integrado, o hardware/software con pruebas humanas en el ciclo.
PIS consiste, inicialmente, en el «proceso de ensamblar las partes constituyentes de un sistema de un modo lógico y rentable, verificando exhaustivamente la ejecución del sistema (todas las rutas nominales y excepcionales) e incluyendo una verificación funcional completa».  Después de la integración, la prueba del sistema consiste en el proceso de «verificar que el sistema cumple con sus requisitos y validar que el sistema funciona de acuerdo con las expectativas del cliente o usuario». 
En el desarrollo de productos tecnológicos, el comienzo de las pruebas de integración del sistema suele ser la primera vez que se ensambla un sistema completo de modo que pueda probarse en su totalidad. Para que las pruebas del sistema, PIS, sean más productivas, los numerosos conjuntos y subsistemas constituyentes normalmente habrán pasado por una prueba de subsistema y verificado con éxito que cada subsistema cumple con sus requisitos en el nivel de interfaz del subsistema.
En el contexto de los sistemas de software y la ingeniería de software, las pruebas de integración de sistemas, PIS, son un proceso de prueba que ejercita la coexistencia de un sistema de software con otros. Con sistemas múltiples integrados, suponiendo que cada uno ya haya pasado las pruebas del sistema,  PIS procede a probar las interacciones requeridas. A continuación, los productos se pasan a pruebas de aceptación.